# مضمضة

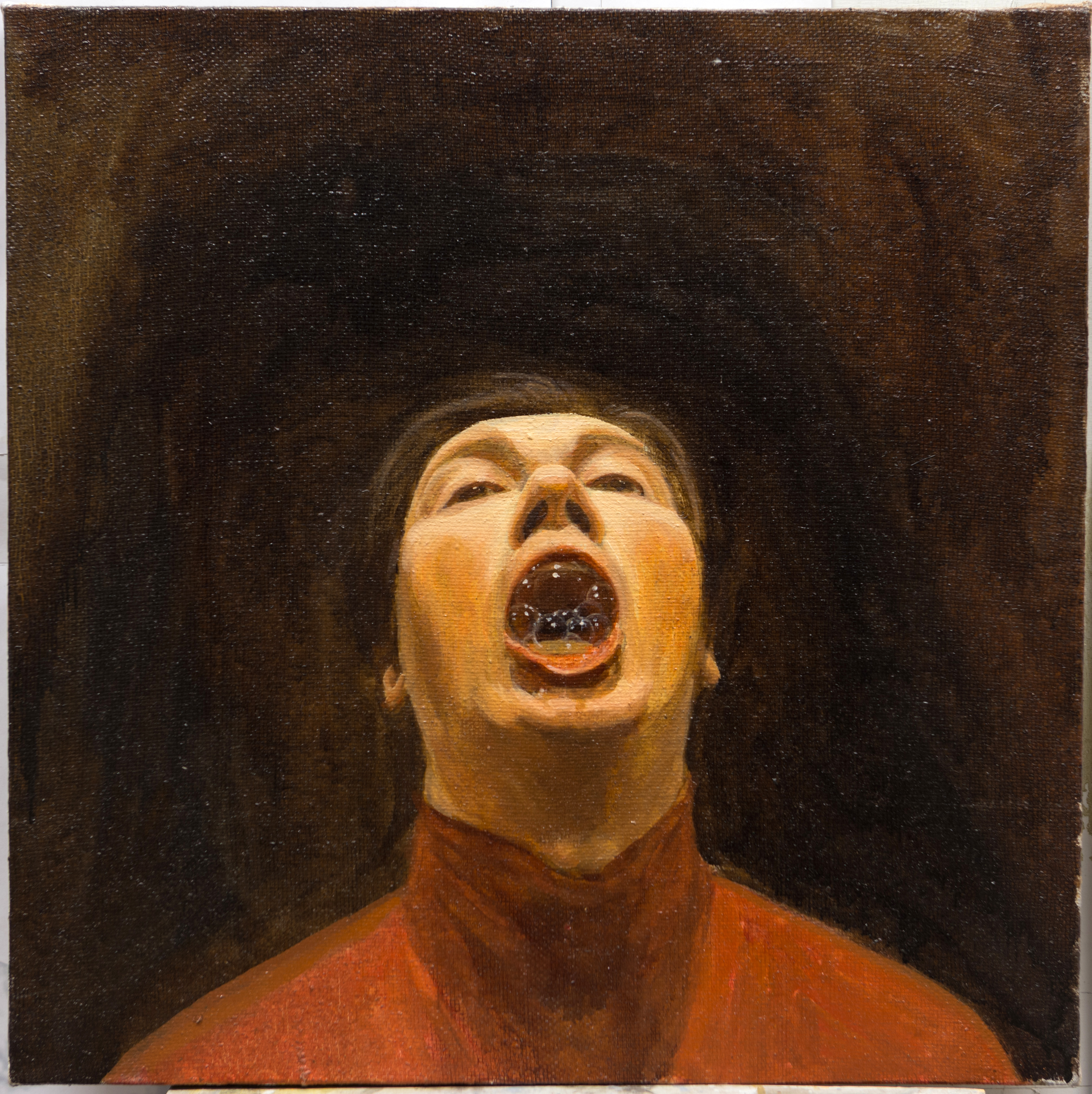

المضمضة عن عملية تحريك الماء وتقليبة داخل الفم ومن ثم استنثاره، وتستخدم المضمضة في تنظيف الفم، وعند المسلمين تستخدم في الوضوء. وفي الطب الحديث مجموعة من المركبات السائلة التي تستخدم في المضمضة ويطلق عليها غسول الفم وتستخدم لتطهير الفم من الجراثيم ومعالجة ضعف اللثة.